# 1646 w literaturze
Wydarzenia literackie w 1646 roku.

## Nowe poezje
- Richard Crashaw, Steps to the Temple: Sacred Poems, with Other Delights of the Muses

## Zmarli
- François Maynard, francuski poeta